# Coloboom

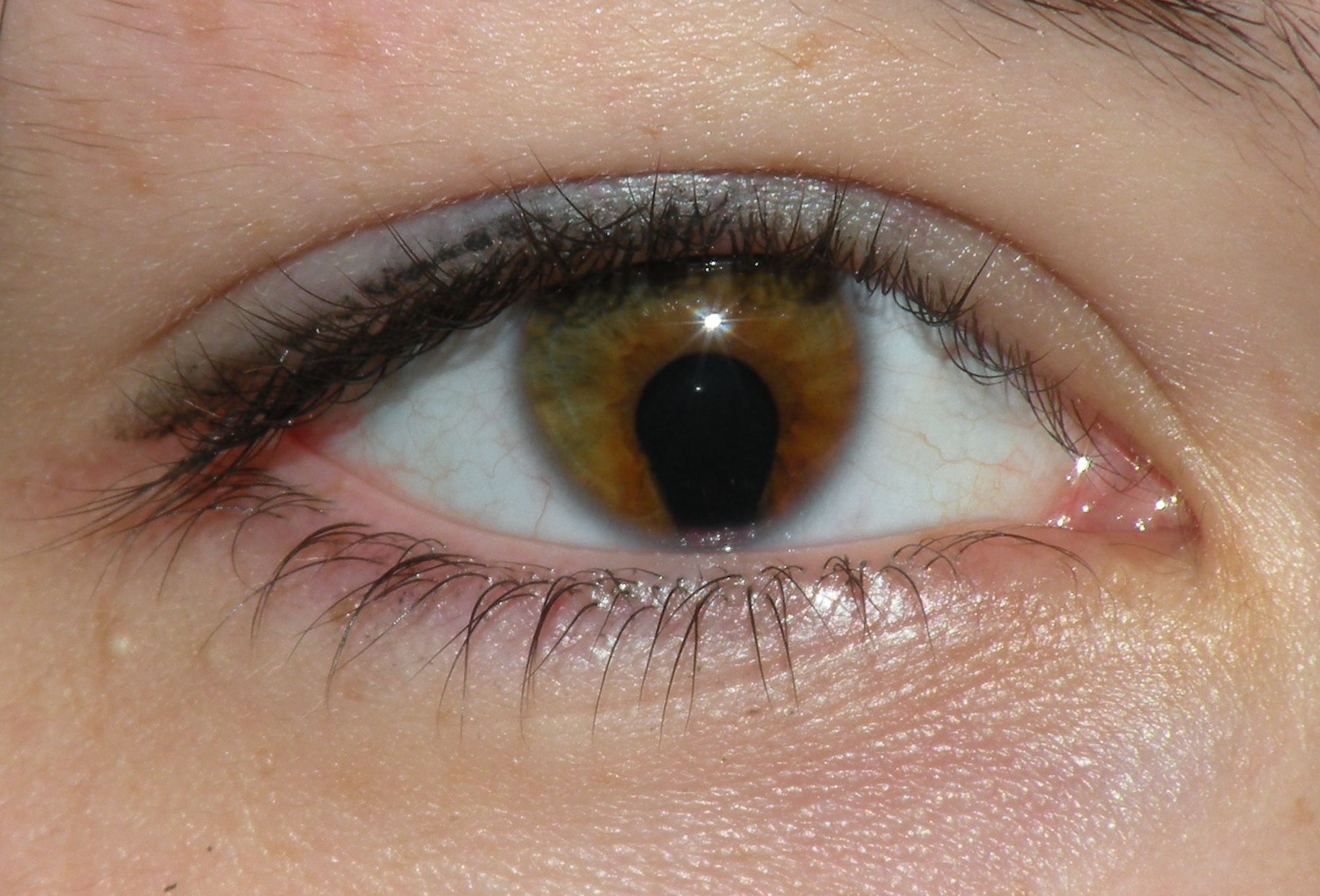
Coloboom van de iris bij een 16-jarige

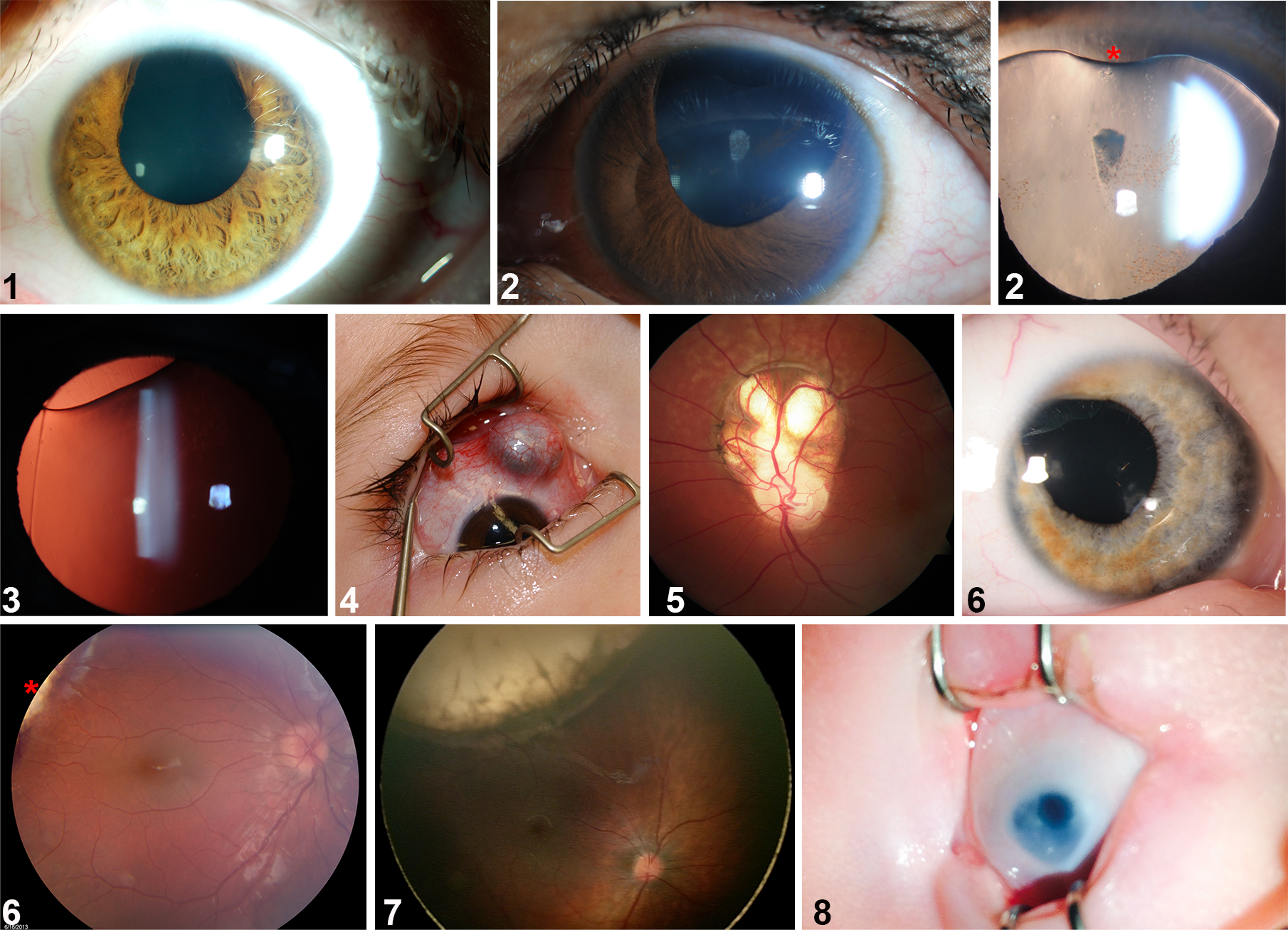
Verschillende colobomen

Coloboom (van het Griekse κολόβωμα, dat defect betekent) is een aangeboren oogafwijking waarbij er tijdens de embryonale fase een onvolledige sluiting van de embryonale fissuur van het oog optreedt. Verschillende structuren van het oog kunnen aangetast zijn, waaronder de oogzenuw, de choroidea, het netvlies, de iris en zelfs de ooglens.
Deze aandoening kan zowel uni- als bilateraal zijn. De meeste gevallen zijn sporadisch, zonder familiale overerving, in voor de rest gezonde individuen. Maar deze aandoening wordt ook beschreven in combinatie met andere systemische afwijkingen zoals chromosoomafwijkingen, CHARGE syndroom, Goldenhar Syndroom en/of aandoeningen van het centraal zenuwstelsel. Er bestaat ook een autosomaal dominante vorm waarbij er een genmutatie aanwezig is in het PAX6 gen.
Deze aandoening is zeldzaam en komt voor bij minder dan 1 op 10000 geboortes.

## Symptomen
Het zicht kan variëren van slechtziende (enkel lichtperceptie) tot normaal afhankelijk van de uitgebreidheid en de verschillende structuren die zijn aangetast. Er is een defect in het gezichtsveld van het aangetaste oog. Hier is een scotoom in de bovenste helft van het gezichtsveld.
In sommige gevallen zijn er nog andere oogaandoeningen geassocieerd zoals microftalmie, microcornea of een iris- en / of lenscoloboom.

## Diagnose
De diagnose wordt gesteld door de oogarts. Tijdens een routine oogonderzoek waarbij met de oftalmoscoop naar binnenkant van het oog wordt gekeken, kan men het coloboom vaststellen. Er wordt een gelokaliseerde, glinsterend witte uitholling inferieur van de oogzenuw gezien. De excavatie kan vrij liggen van de oogzenuw (chorioretinaal) of kan de oogzenuw bevatten (optic disc coloboom).

## Behandeling
Er bestaat geen behandeling voor het coloboom zelf. Wel kunnen complicaties behandeld worden. Er kan een behandeling met bril en plakker nodig zijn om de ontwikkeling van het zicht in het aangetaste oog te ontwikkelen. Bij een iris-coloboom kan een speciale iris-painted contactlens gedragen worden om het esthetische probleem van het coloboom te verhelpen.